# 白岡町内循環バス
白岡町内循環バス（しらおかちょうないじゅんかんバス）は、かつて埼玉県南埼玉郡白岡町（しらおかまち）が運行していたコミュニティバスである。1999年（平成11年）11月15日より運行開始。2007年（平成19年）3月31日をもって廃止された。埼玉県蓮田市に本社を置いていた貸切バス事業者の木村観光バスへ運行委託していた。
2012年（平成24年）10月1日、白岡町は単独で市制施行して白岡市となった。コミュニティバス廃止後、市内全域を運行エリアとする乗合タクシー「白岡市のりあい交通」が2014年（平成26年）より運行されている。

## 概要
白岡町は町内循環バスの運行目的として、町内の公共交通網を充実させ、高齢者や障害者などの交通弱者の外出を支援するとともに、町役場や温水プール、老人福祉センターなどの公共施設への交通アクセスの利便性向上を図るためとしていた。

運行形態は、木村観光バスの貸切バス車両をチャーターする業務委託方式とし、道路運送法第21条第2号の規定に基づく許可を運行受託者が取得するものとした。これはすなわち、かつて「21条バス」と呼ばれた「貸切代替バス」であり、市町村が貸切バス事業者に運行を委託する方式であった。2006年（平成18年）に道路運送法が改正される以前は、こうした「21条バス」方式により多くの自治体が貸切バス事業者へコミュニティバスを運行委託していたが、同年の改正以降はコミュニティバスの受託には乗合バス事業の免許が必要とされるようになった。なお、木村観光バスは乗合バス事業を行っていなかったため、同法改正後にコミュニティバスの運行受託を継続するには、乗合バス事業の免許を取得する必要が生じることとなった。
白岡町では、2006年度（平成18年度）をもって町内循環バスを廃止した理由を「運行効率に課題が生じ、費用対効果の視点から廃止に至った」と述べている。なお、廃止された平成18年度の平均利用実績は以下のとおりであった。
- 西部コース：1日4.59人、1便1.15人
- 中央コース：1日24.12人、1便4.02人
- 東部コース：1日41.61人、1便6.93人

町内循環バスの廃止後、木村観光バスは2011年（平成23年）3月11日に発生した東日本大震災の影響で業績悪化し、翌2012年（平成24年）3月をもって事業停止した。

## 運行内容
- 運行日は平日のみで、土休日は運休であった。また年末年始（12月29日 - 1月3日）も運休となる[1]。
- 運行時間は、概ね8時から17時までであった[1]。

### 運賃・乗車券類
- 運賃は大人・小人ともに100円均一[1]、未就学児は無料[1]。
- 各種障害者手帳を所持する障害者に対し、申請により無料乗車証を福祉課で交付し、本人と付添者・介助者1人まで運賃無料としていた[1]。
  - 障害者手帳ごとの無料乗車証の交付枚数は以下のとおりであった[1]。
    - 身体障害者手帳：971枚[1]
    - 療育手帳：206枚[1]
    - 精神障害者保健福祉手帳：131枚[1]

## 路線
白岡町役場、町営温水プールや老人福祉センターなどの公共施設と、JR東北本線白岡駅・新白岡駅を結び、町内各地を運行していた。名称は「町内循環バス」だが、西部コースのみ往復運行、中央コースと東部コースは循環運行であった。いずれのコースもバス停留所は約500m間隔で設置していた。
以下は廃止時点での路線。

### 西部コース
- 柴山 - 白岡中学校 - 勤労者体育センター - 新白岡駅東口 - 老人福祉センター - 白岡町役場 - 温水プール

往復運行。運行距離は約14km、所要時間は約40分。停留所は25箇所。運行便数は一日に片道4便（2往復）で、4便目は町立白岡中学校（現：白岡市立白岡中学校）の通学バスと併用していた。
なお、この白岡中学校通学バスも同じく木村観光バスが運行受託していたものだが、同社の事業停止に伴い2012年3月8日以降は運行不能となったため、同年3月12日以降は大和観光自動車へ引き継がれた。

### 中央コース
- 温水プール - 白岡駅東口 - 西 - 野牛 - 新白岡駅東口 - 老人福祉センター - 白岡町役場 - 温水プール

循環運行。運行距離は約18km、所要時間は一周約50分。停留所は29箇所。運行便数は一日に6便（6循環）。

### 東部コース
- 温水プール - 白岡駅東口 - 実ヶ谷 - 上野田 - 高岩 - 老人福祉センター - 白岡町役場 - 温水プール

循環運行。運行距離は約26km、所要時間は一周約60分。停留所は37箇所。運行便数は一日に6便（6循環）。

## 車両
西部コースは大型路線車、中央コースと東部コースはマイクロバスで、いずれも専用カラーの車両で運行されていた。専用カラーは白地に川の流れを表す水色の曲線と、オレンジ色で手をつなぎ歩く人々、緑の樹木、桜の花と木、立ち並ぶ家々などが色とりどりに描かれていた。
特徴は全車が車椅子での乗車を可能としバリアフリー対応していたことで、まだツーステップバスも多く使用されていた1990年代後半にバリアフリー対応を徹底していたことは特筆される。
西部コースの専用車両は、日野・ブルーリボンワンステップ低床バス（KC-HU2MMAA、大宮200か216）であった。車椅子用スロープ板を装備する（定員73人、車椅子席1）。車椅子用スペースは座席を撤去して専用スペースとし、車止めが用意されていた。現在のノンステップバスで主流とされる座席跳ね上げ式とは異なる。車椅子での乗降を容易にするため、中扉は4枚折戸となっていた。また車椅子で乗降可能であることを示すため、前面方向幕（幕式）の両側に車椅子マークを掲げており、均一運賃だが中乗り前降りとしていた。町内循環バス廃止後は茶色の木村観光バスカラーに塗装変更され、同社の事業停止直前まで在籍していた。
中央コース、東部コースの専用車両は、日野・リエッセIIで、後部ドアに車椅子用リフトを装備する（定員21人、車椅子席2）。また車体側面の扉には電動ステップを装備して一般客の乗降も容易にしていた。